# ウェスティングハウス アヴィエーション・ガスタービン・ディヴィジョン
ウェスティングハウス アヴィエーション ガスタービン ディヴィジョン (Westinghouse Aviation Gas Turbine Division略称:AGT) はウェスティングハウス・エレクトリックによって1945年にガスタービンエンジンの開発と量産を継続するために設立された。

## 歴史
J30は最初にアメリカ合衆国で設計から運転までされたターボジェットエンジンでFH ファントムで使用された。
J34は開発された当時、同時期の他のジェットエンジンを凌駕していたものの、部分的な成功に留まった。

## 製品
- ウェスティングハウス J30
- ウェスティングハウス J32
- ウェスティングハウス J34
- ウェスティングハウス J40
- ウェスティングハウス J43
- ウェスティングハウス J45
- ウェスティングハウス J46
- ウェスティングハウス XJ54
- ウェスティングハウス J81
- ウェスティングハウス T30
- ウェスティングハウス T70